# Jankówek (powiat kutnowski)
Jankówek – zniesiona nazwa wsi w Polsce położona w województwie łódzkim, w powiecie kutnowskim, w gminie Żychlin.
Miejscowość miała nadany identyfikator SIMC 0580428, w 2006 r. włączona do wsi Sokołówek, nazwa zniesiona.
W latach 1975–1998 miejscowość należała administracyjnie do województwa płockiego.